# Omonia Aradippou
Omonia Aradippou (griechisch Ομόνοια Αραδίππου) ist ein zyprischer Fußballverein aus Aradippou im Osten der Insel.

## Geschichte
Der Klub wurde im April 1929 gegründet und spielte lange Zeit nur unterklassig. Im Zuge der türkischen Invasion Zyperns im Sommer 1974 kam es in der Saison 1974/75 zu einer Zusammenlegung der zweit- und dritthöchsten Ligen, in deren Folge sich der Klub für die Second Division qualifizierte. Nach der Vizemeisterschaft hinter APOP Paphos im Vorjahr stieg die Mannschaft 1978 als Zweitligameister in die First Division auf. Bis zum Wiederabstieg 1985 spielte sie in der höchsten Spielklasse, der sechste Platz in der Spielzeit 1982/83 war das beste Resultat. 
In den folgenden Jahren wechselte Omonia Aradippou als Fahrstuhlmannschaft nahezu jährlich zwischen erster und zweiter Spielklasse. Nach dem Erstligaabstieg ohne Sieg im Verlauf der Spielzeit 1995/96 reichte es nur noch zu Mittelfeldplätzen in der Second Division, ehe 2002 der Drittligaabstieg anstand. Nach dem direkten Wiederaufstieg etablierte sich die Mannschaft als Zweitligist.